# Taça de Portugal 1980-1981
La Taça de Portugal 1980-1981 fu la 41ª edizione della Coppa di Portogallo. Il Benfica si aggiudicò la sua diciassettesima coppa nazionale (seconda consecutiva) battendo in finale il Porto per 3-1 grazie ad una tripletta di Nené.

## Sedicesimi di finale
| Locali              | Risultato    | Ospiti          |
| ------------------- | ------------ | --------------- |
| Vitória Setúbal     | 9 - 0        | Paredes         |
| União Leiria        | 1 - 0        | Académica       |
| Sporting Lamego     | 0 - 1 d.t.s. | Belenenses      |
| Académico de Viseu  | 2 - 1        | Portimonense    |
| Esperança Lagos     | 2 - 0        | Lusitânia       |
| Vasco da Gama Sines | 1 - 2        | Benfica         |
| Oliveira de Frades  | 2 - 0        | Cabeça Gorda    |
| Farense             | 0 - 2        | Porto           |
| Covilhã             | 0 - 0 d.t.s. | Amora           |
| Estrela Amadora     | 1 - 0 d.t.s. | Desportivo Beja |
| Boavista            | 3 - 1        | Alcobaça        |
| Portalegre          | 0 - 0 d.t.s. | Sacavenense     |
| Famalicão           | 3 - 1 d.t.s. | Riopele         |
| Quimigal Barreiro   | 1 - 1 d.t.s. | Braga           |
| Paços Ferreira      | 1 - 0        | União de Lamas  |
| Bucelenses          | 0 - 2        | Nacional        |

### Ripetizioni
| Locali      | Risultato | Ospiti            |
| ----------- | --------- | ----------------- |
| Braga       | 2 - 0     | Quimigal Barreiro |
| Sacavenense | 3 - 1     | Portalegre        |
| Amora       | 2 - 1     | Covilhã           |

## Ottavi di finale
| Locali             | Risultato    | Ospiti             |
| ------------------ | ------------ | ------------------ |
| Sacavenense        | 0 - 4        | Benfica            |
| Braga              | 2 - 0        | Académico de Viseu |
| Vitória Setúbal    | 1 - 0 d.t.s. | União Leiria       |
| Oliveira de Frades | 1 - 0        | Paços Ferreira     |
| Nacional           | 0 - 3        | Porto              |
| Esperança Lagos    | 4 - 3 d.t.s. | Amora              |
| Famalicão          | 3 - 0        | Estrela Amadora    |
| Belenenses         | 1 - 0        | Boavista           |

## Quarti di finale
| Locali             | Risultato | Ospiti     |
| ------------------ | --------- | ---------- |
| Vitória Setúbal    | 1 - 0     | Braga      |
| Oliveira de Frades | 0 - 2     | Belenenses |
| Porto              | 5 - 0     | Famalicão  |
| Esperança Lagos    | 1 - 2     | Benfica    |

## Semifinali
| Locali     | Risultato | Ospiti          |
| ---------- | --------- | --------------- |
| Porto      | 2 - 1     | Vitória Setúbal |
| Belenenses | 0 - 1     | Benfica         |

## Finale
| Arbitro: | Alder Dante (Santarém) |

|                    |           |                  |
| Nené 41’, 55’, 85’ | Marcatori | 9’ (aut.) Veloso |

| Benfica | Porto |

### Formazioni
| Benfica      |   |                      |  |     |
|              |   |                      |  |     |
| POR          | 1 | Manuel Bento         |  |     |
| DIF          |   | João Laranjeira      |  |     |
| DIF          |   | Frederico Rosa       |  |     |
| DIF          | 2 | António Veloso       |  |     |
| DIF          |   | Minervino Pietra     |  |     |
| CEN          |   | Shéu                 |  |     |
| CEN          |   | Carlos Manuel        |  | 84’ |
| CEN          |   | João Alves           |  | 86’ |
| CEN          |   | Fernando Chalana     |  |     |
| ATT          |   | César                |  |     |
| ATT          | 7 | Nené ()              |  |     |
| Sostituiti:  |   |                      |  |     |
| DIF          |   | António Bastos Lopes |  | 86’ |
| ATT          |   | Francisco Vital      |  | 84’ |
| Allenatore:  |   |                      |  |     |
| Lajos Baróti |   |                      |  |     |

| Porto          |   |                      |  |     |
|                |   |                      |  |     |
| POR            | 1 | Tibi                 |  |     |
| DIF            |   | António Lima Pereira |  | 79’ |
| DIF            |   | Gabriel Mendes       |  |     |
| DIF            |   | Carlos Simões ()     |  |     |
| DIF            | 4 | Fernando Freitas     |  |     |
| CEN            |   | Jaime Pacheco        |  |     |
| CEN            |   | Rodolfo Reis         |  |     |
| CEN            |   | Adelino Teixeira     |  | 65’ |
| CEN            |   | Jaime Magalhães      |  |     |
| CEN            |   | José Alberto Costa   |  |     |
| ATT            |   | Mickey Walsh         |  |     |
| Sostituiti:    |   |                      |  |     |
| CEN            |   | Romeu Silva          |  | 79’ |
| CEN            |   | António Sousa        |  | 65’ |
| Allenatore:    |   |                      |  |     |
| Hermann Stessl |   |                      |  |     |